# 火消婆

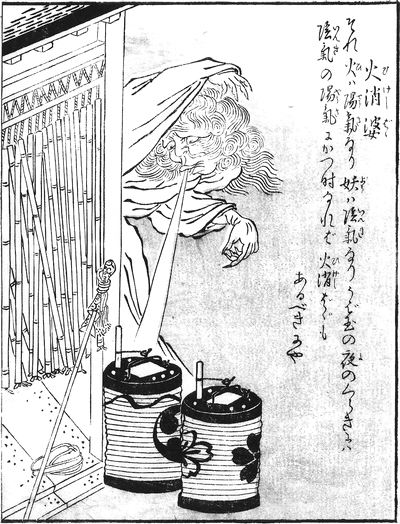
鳥山石燕『今昔画図続百鬼』より「火消婆」

火消婆（ひけしばば）は、鳥山石燕による江戸時代の妖怪画集『今昔画図続百鬼』にある日本の妖怪。

## 概要
人家の中の提灯や行灯などの火を吹き消す、老婆の姿の妖怪。陰気の存在である妖怪は火などの陽気を苦手とするため、その火を消す存在が火消婆だとされる。
石燕が創作した妖怪の可能性が高いと指摘されており、江戸時代の吉原遊廓の風刺、または性病の恐ろしさを風刺し、年増の私娼をモデルとして創作されたものとの説もある。
石燕の妖怪画を模写した浮世絵師・北尾重政の『怪物画本』では、名称はふっ消し婆とされる。山田野理夫の著書『東北怪談の旅』でも吹き消し婆と題し、秋田県の宿場町の旧家で結婚の祝い事があり、客たちが座敷から引き揚げた後、座敷の蝋燭の灯りが消えていないことに番頭が気付いて消そうとすると、吹き消し婆が現れて蝋燭を吹き消し、すべて消し終わると姿を消したという話がある（山田は本来伝承が存在しない石燕の妖怪の伝承を多数創作したことで有名である）。
妖怪漫画家・水木しげるは名称を吹消婆（ふきけしばば）としており、灯りを点して宴会をしているときなど、わけもなく火が突然に消えてしまったり、また宴会帰りの客が提灯をつけて夜道を帰ろうとしたとき、その提灯の蝋燭の火が消えることがあると、それは遠くから吹消婆が息を吹きかけて火を消したためだとしている。